# Blyths saterhoen
Blyths saterhoen (wetenschappelijke naam: Tragopan blythii) is een fazantachtige hoendervogel uit het zuiden van Azië. Het is de grootste soort binnen het geslacht Tragopan.

## Kenmerken

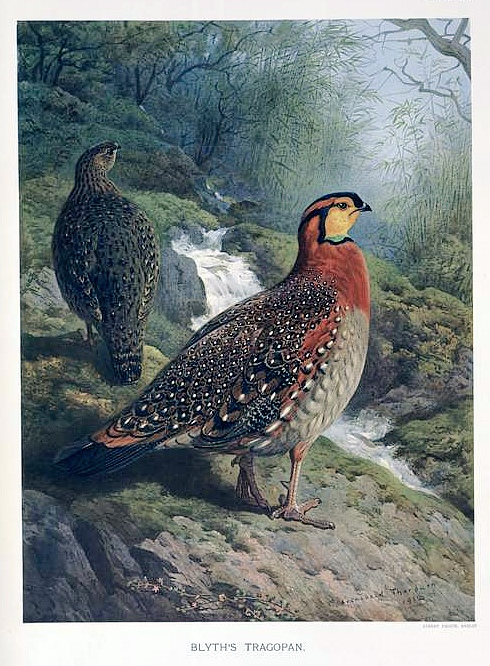
Mannetje en vrouwtje van Blyths saterhoen.

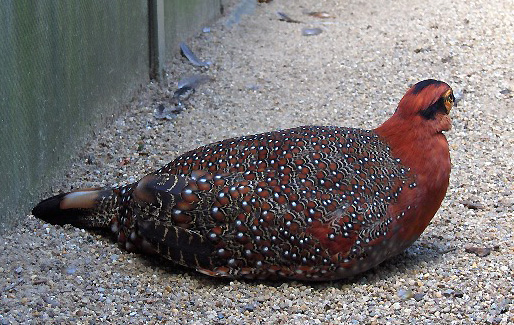
Mannetje Blyths saterhoen

De mannetjes kunnen een lengte van 65 tot 70 cm bereiken. Ze wegen ongeveer 1,9 kg. De vrouwtjes blijven iets kleiner met een lengte van ongeveer 58 cm en een gewicht tussen de 1,0 en 1,5 kg. De mannetjes hebben een opvallende tekening op de kop, met een gele vlek rond de ogen en op de hals, een oranjebruine borst en capuchon, en zwarte strepen ter accentuering. Opvallend zijn ook de witte, met zwart omringde vlekken op de veren van de vleugels en staart. Het vrouwtje is daarentegen onopvallend bruin gekleurd, met lichte en donkere vlekken.
Net als bij andere saterhoenders heeft het mannetje twee hoorntjes op de kop, die het rechtop kan zetten om te imponeren. Onder de kin bevindt zich een stukje blauwe, onbedekte huid, dat ook kan worden opgezet.

## Voorkomen en leefgebied
Blyths saterhoen komt voor in de oostelijke Himalaya, van Bhutan tot Arunachal Pradesh. Daarnaast leeft het dier in aangrenzende gebieden in het zuidoosten van Tibet, het westen van China en de bergachtige grensgebieden tussen het noordoosten van India en noorden van Myanmar.
Blyths saterhoen leeft het liefst in de ondergroei van eiken- en rododendronbos tussen de 1800 en 3500 m hoogte.
Het totale aantal werd in 2012 tussen de 2500 en 10.000 geschat en het aantal neemt af. De belangrijkste bedreigingen zijn de jacht, fragmentatie van het leefgebied en zwerflandbouw (hakken en branden). In het noordoosten van India heeft de regering informatiecampagnes opgezet om de lokale stammen te overtuigen te stoppen met de jacht op Blyths saterhoen. Daarom staat de vogel als "kwetsbaar" op de internationale Rode Lijst van de IUCN.
De soort telt 2 ondersoorten:
- T. b. molesworthi: van oostelijk Bhutan en zuidelijk Tibet tot noordoostelijk Assam.
- T. b. blythii: van noordoostelijk India tot zuidwestelijk China en Myanmar.

## Levenswijze
Blyths saterhoenders zijn voornamelijk planteneters, met een dieet van zaden, bessen, fruit en knoppen. Ze kunnen echter ook insecten, wormen en zelfs kleine gewervelden als kikkers eten. In het wild scharrelen de dieren het struikgewas op de grond van berghellingen af op zoek naar voedsel. Om te slapen en rusten begeven ze zich hoog in de bomen.
Het dier leeft in kleine groepen van twee tot vier vogels.
Het broedseizoen is in april en mei. Het mannetje probeert dan door een balts de aandacht van de vrouwtjes te trekken. Hij zet zijn veren op en loopt cirkels om het vrouwtje heen. Het vrouwtje zal na de paring twee tot vijf eieren leggen. De nesten bevinden zich volgens inwoners van Nagaland hoog in de bomen. De eieren komen uit na 28 tot 30 dagen. De jongen hebben vergelijkbare kleuren als de vrouwtjes. De mannetjes krijgen pas in het tweede levensjaar de karakteristieke kleuring.